# Grand Prix Formule 1 van de Verenigde Staten 2021
De Grand Prix Formule 1 van de Verenigde Staten 2021 werd verreden op 24 oktober op het Circuit of the Americas in Austin. Het was de zeventiende race van het seizoen.

## Vrije trainingen

### Uitslagen
- Enkel de top vijf wordt weergegeven.

| Vrije training 1 | Pos. | Nr. | Coureur          | Constructeur     | Tijd     |
| ---------------- | ---- | --- | ---------------- | ---------------- | -------- |
| Vrije training 1 | 1    | 77  | Valtteri Bottas  | Mercedes         | 1:34.874 |
| Vrije training 1 | 2    | 44  | Lewis Hamilton   | Mercedes         | 1:34.919 |
| Vrije training 1 | 3    | 33  | Max Verstappen   | Red Bull-Honda   | 1:35.806 |
| Vrije training 1 | 4    | 16  | Charles Leclerc  | Ferrari          | 1:36.334 |
| Vrije training 1 | 5    | 55  | Carlos Sainz jr. | Ferrari          | 1:36.508 |
| Vrije training 2 | Pos. | Nr. | Coureur          | Constructeur     | Tijd     |
| Vrije training 2 | 1    | 11  | Sergio Pérez     | Red Bull-Honda   | 1:34.946 |
| Vrije training 2 | 2    | 4   | Lando Norris     | McLaren-Mercedes | 1:35.203 |
| Vrije training 2 | 3    | 44  | Lewis Hamilton   | Mercedes         | 1:35.310 |
| Vrije training 2 | 4    | 77  | Valtteri Bottas  | Mercedes         | 1:35.360 |
| Vrije training 2 | 5    | 3   | Daniel Ricciardo | McLaren-Mercedes | 1:35.457 |
| Vrije training 3 | Pos. | Nr. | Coureur          | Constructeur     | Tijd     |
| Vrije training 3 | 1    | 11  | Sergio Pérez     | Red Bull-Honda   | 1:34.701 |
| Vrije training 3 | 2    | 55  | Carlos Sainz jr. | Ferrari          | 1:34.805 |
| Vrije training 3 | 3    | 33  | Max Verstappen   | Red Bull-Honda   | 1:34.912 |
| Vrije training 3 | 4    | 4   | Lando Norris     | McLaren-Mercedes | 1:34.945 |
| Vrije training 3 | 5    | 77  | Valtteri Bottas  | Mercedes         | 1:34.988 |

## Kwalificatie
Max Verstappen behaalde de twaalfde pole position in zijn carrière.
| Pos.                   | Nr. | Coureur            | Constructeur          | Kwalificatietijden | Kwalificatietijden | Kwalificatietijden | Grid  |
| Pos.                   | Nr. | Coureur            | Constructeur          | Q1                 | Q2                 | Q3                 | Grid  |
| ---------------------- | --- | ------------------ | --------------------- | ------------------ | ------------------ | ------------------ | ----- |
| 1                      | 33  | Max Verstappen     | Red Bull-Honda        | 1:34.352           | 1:33.464           | 1:32.910           | 1     |
| 2                      | 44  | Lewis Hamilton     | Mercedes              | 1:34.579           | 1:33.797           | 1:33.119           | 2     |
| 3                      | 11  | Sergio Pérez       | Red Bull-Honda        | 1:34.369           | 1:34.178           | 1:33.134           | 3     |
| 4                      | 77  | Valtteri Bottas    | Mercedes              | 1:34.590           | 1:33.959           | 1:33.475           | 9 *1  |
| 5                      | 16  | Charles Leclerc    | Ferrari               | 1:34.153           | 1:33.928           | 1:33.606           | 4     |
| 6                      | 55  | Carlos Sainz jr.   | Ferrari               | 1:34.558           | 1:34.126           | 1:33.792           | 5     |
| 7                      | 3   | Daniel Ricciardo   | McLaren-Mercedes      | 1:34.407           | 1:34.643           | 1:33.808           | 6     |
| 8                      | 4   | Lando Norris       | McLaren-Mercedes      | 1:34.551           | 1:33.880           | 1:33.887           | 7     |
| 9                      | 10  | Pierre Gasly       | AlphaTauri-Honda      | 1:34.567           | 1:34.583           | 1:34.118           | 8     |
| 10                     | 22  | Yuki Tsunoda       | AlphaTauri-Honda      | 1:35.360           | 1:35.137           | 1:34.918           | 10    |
| 11                     | 31  | Esteban Ocon       | Alpine-Renault        | 1:35.747           | 1:35.377           |                    | 11    |
| 12                     | 5   | Sebastian Vettel   | Aston Martin-Mercedes | 1:35.281           | 1:35.500           |                    | 18 *2 |
| 13                     | 99  | Antonio Giovinazzi | Alfa Romeo-Ferrari    | 1:35.920           | 1:35.974           |                    | 12    |
| 14                     | 14  | Fernando Alonso    | Alpine-Renault        | 1:35.756           | 1:44.549           |                    | 19 *3 |
| 15                     | 63  | George Russell     | Williams-Mercedes     | 1:35.746           | Geen tijd          |                    | 20 *4 |
| 16                     | 18  | Lance Stroll       | Aston Martin-Mercedes | 1:35.983           |                    |                    | 13    |
| 17                     | 6   | Nicholas Latifi    | Williams-Mercedes     | 1:35.995           |                    |                    | 14    |
| 18                     | 7   | Kimi Räikkönen     | Alfa Romeo-Ferrari    | 1:36.311           |                    |                    | 15    |
| 19                     | 47  | Mick Schumacher    | Haas-Ferrari          | 1:36.499           |                    |                    | 16    |
| 20                     | 9   | Nikita Mazepin     | Haas-Ferrari          | 1:36.796           |                    |                    | 17    |
| Q1 107% tijd: 1:40.743 |     |                    |                       |                    |                    |                    |       |

*1 Valtteri Bottas kreeg een gridstraf van vijf plaatsen voor het vervangen van de verbrandingsmotor.

*2 Sebastian Vettel start vanaf P18 vanwege een motorwissel.

*3 Fernando Alonso start vanaf P19 vanwege een motorwissel.

*4 George Russell start achteraan vanwege een motorwissel.

## Wedstrijd
Max Verstappen behaalde de achttiende Grand Prix-overwinning in zijn carrière.
| Pos.               | Nr. | Coureur            | Constructeur          | Rondes | Tijd / Oorzaak Uitval | Grid | Punten |
| ------------------ | --- | ------------------ | --------------------- | ------ | --------------------- | ---- | ------ |
| 1                  | 33  | Max Verstappen     | Red Bull-Honda        | 56     | 1:34:36.552           | 1    | 25     |
| 2                  | 44  | Lewis Hamilton     | Mercedes              | 56     | +1.333                | 2    | 19S    |
| 3                  | 11  | Sergio Pérez       | Red Bull-Honda        | 56     | +42.223               | 3    | 15     |
| 4                  | 16  | Charles Leclerc    | Ferrari               | 56     | +52.246               | 4    | 12     |
| 5                  | 3   | Daniel Ricciardo   | McLaren-Mercedes      | 56     | +1:16.854             | 6    | 10     |
| 6                  | 77  | Valtteri Bottas    | Mercedes              | 56     | +1:20.128             | 9    | 8      |
| 7                  | 55  | Carlos Sainz jr.   | Ferrari               | 56     | +1:23.545             | 5    | 6      |
| 8                  | 4   | Lando Norris       | McLaren-Mercedes      | 56     | +1:24.395             | 7    | 4      |
| 9                  | 22  | Yuki Tsunoda       | AlphaTauri-Honda      | 55     | +1 ronde              | 10   | 2      |
| 10                 | 5   | Sebastian Vettel   | Aston Martin-Mercedes | 55     | +1 ronde              | 18   | 1      |
| 11                 | 99  | Antonio Giovinazzi | Alfa Romeo-Ferrari    | 55     | +1 ronde              | 12   |        |
| 12                 | 18  | Lance Stroll       | Aston Martin-Mercedes | 55     | +1 ronde              | 13   |        |
| 13                 | 7   | Kimi Räikkönen     | Alfa Romeo-Ferrari    | 55     | +1 ronde              | 15   |        |
| 14                 | 63  | George Russell     | Williams-Mercedes     | 55     | +1 ronde              | 20   |        |
| 15                 | 6   | Nicholas Latifi    | Williams-Mercedes     | 55     | +1 ronde              | 14   |        |
| 16                 | 47  | Mick Schumacher    | Haas-Ferrari          | 54     | +2 rondes             | 16   |        |
| 17                 | 9   | Nikita Mazepin     | Haas-Ferrari          | 54     | +2 rondes             | 17   |        |
| DNF                | 14  | Fernando Alonso    | Alpine-Renault        | 49     | Achtervleugel         | 19   |        |
| DNF                | 31  | Esteban Ocon       | Alpine-Renault        | 40     | Mechanisch            | 11   |        |
| DNF                | 10  | Pierre Gasly       | AlphaTauri-Honda      | 14     | Ophanging             | 8    |        |
| Bron: formula1.com |     |                    |                       |        |                       |      |        |

S Lewis Hamilton behaalde een extra punt voor het rijden van de snelste ronde.

## Tussenstanden wereldkampioenschap
Betreft tussenstanden voor het wereldkampioenschap na afloop van de race.

### Coureurs
| Pos. | Nr. | Coureur          | Constructeur     | Punten |
| ---- | --- | ---------------- | ---------------- | ------ |
| 1    | 33  | Max Verstappen   | Red Bull-Honda   | 287½   |
| 2    | 44  | Lewis Hamilton   | Mercedes         | 275½   |
| 3    | 77  | Valtteri Bottas  | Mercedes         | 185    |
| 4    | 11  | Sergio Pérez     | Red Bull-Honda   | 150    |
| 5    | 4   | Lando Norris     | McLaren-Mercedes | 149    |
| 6    | 16  | Charles Leclerc  | Ferrari          | 128    |
| 7    | 55  | Carlos Sainz jr. | Ferrari          | 122½   |
| 8    | 3   | Daniel Ricciardo | McLaren-Mercedes | 105    |
| 9    | 10  | Pierre Gasly     | AlphaTauri-Honda | 74     |
| 10   | 14  | Fernando Alonso  | Alpine-Renault   | 58     |

### Constructeurs
| Pos. | Constructeur          | Punten |
| ---- | --------------------- | ------ |
| 1    | Mercedes              | 460½   |
| 2    | Red Bull-Honda        | 437½   |
| 3    | McLaren-Mercedes      | 254    |
| 4    | Ferrari               | 250½   |
| 5    | Alpine-Renault        | 104    |
| 6    | AlphaTauri-Honda      | 94     |
| 7    | Aston Martin-Mercedes | 62     |
| 8    | Williams-Mercedes     | 23     |
| 9    | Alfa Romeo-Ferrari    | 7      |
| 10   | Haas-Ferrari          | 0      |